# Pouteria cinnamomea
Pouteria cinnamomea es una especie de plantas en la familia Sapotaceae. 
Es endémica de Perú y está gravemente amenazada por destrucción de hábitat. 

## Taxonomía
Pouteria cinnamomea fue descrita por (Diels) Baehni y publicado en Candollea (9: 252. 1942.
Sinonimia
- Labatia discolor Diels 1906[3]